# Srah Srang
Srah Srang – „királyi úszómedence” – az egykori Khmer Birodalom fővárosa, Angkor környékén épült kisebb baraj (víztározómedence) Kambodzsában. Ez a mesterséges tó Bantej Kdeitől keletre, a keleti Barajtól délre épült a 10. század közepén, majd VII. Dzsajavarman uralkodása idején a 12-13. század fordulóján átépítették. Ekkor a 300×700 méteres medence oldalait simára faragott homokkő lapokkal borították, köré lateritből kis sétányt építettek. Közepén egy kicsi mesterséges szigeten kőtömbök állnak, feltételezetten egy könnyűszerkezetes pavilon alapjai.
A napjainkban is vízzel teli medence partját nagy fák szegélyezik; Srah Srang egész nap kellemesen hűs, árnyékos hely. Nyugati oldalán álló csónakkikötőjét, amelyen lateritből épült, Naga motívumokkal díszített Bajon-stílusú pihenőhely maradványai láthatók, oroszlános lépcső díszíti.